# Kalasbyxor

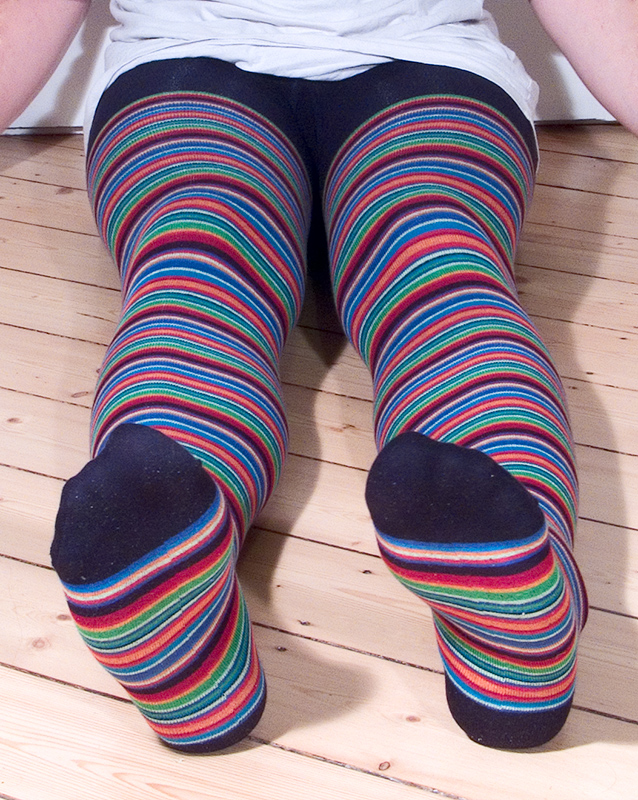
Tjockare, stickade strumpbyxor – så kallade kalasbyxor.

Kalasbyxor är detsamma som tjockare strumpbyxor eller kulörta, stickade barnstrumpbyxor. Det är ett idiom i svenska språket som är känt från år 1954 men hörs alltmer sällan.
Under det tidiga 1960-talet förekom begreppet som beteckning på ålderdomliga, vida silkes- eller nylonunderbyxor för damer, med knälånga ben och gärna med broderier.[källa behövs]
Till skillnad från strumpor som behövde hållas uppe med livstycke och liknande anordningar utvecklades strumpbyxor på 1950-talet som drogs över rumpan och hölls uppe i midjan av byxornas elasticitet. I kalasbyxorna kom den utvecklingen även barnens långstrumpor till godo.[källa behövs]
Kulturjournalisterna Göran Willis och Staffan Bengstsson har försökt reda ut hur ordet uppkom i boken K-märkta ord : från kalasbyxor till fluortant, och redovisade tre teorier:
1. De blå, röda eller bruna strumpbyxorna var så fina att de främst användes vid kalas, därav namnet kalasbyxor.
2. Ordet användes av någon importör, grossist eller detaljist som läst fel på den engelska varubeskrivningen panty hose, termen för strumpbyxor i amerikansk engelska, och missuppfattat det som party hose (en skillnad på endast en bokstav). Det har gett det lätt bisarra ordet "kalasbyxor", vilket använts i marknadsföringen och sedermera blivit etablerad svenska.
3. Strumpbyxorna var praktiska att använda för kvinnor som gick på fest iklädd kjol, då de skyddade mot kylan utomhus och lätt kunde tas av när de kom inomhus, och sedan lika lätt dras på igen efter kalasets slut.